# 臭化バナジウム(III)
臭化バナジウム(III)（しゅうかバナジウム さん、Vanadium(III) bromide）は、化学式が VBr3 と表されるバナジウムの臭化物である。固相では、6個の臭素が1個のバナジウム上に八面体形で配位したポリマー状となっている。
VBr3 は、塩化バナジウム(IV) (VCl4) を臭化水素 (HBr) と反応させて得る。
{\displaystyle {\ce {2VCl4\ + 8HBr -> 2VBr3\ + 8HCl\ + Br2}}}
この反応は不安定な臭化バナジウム(IV) (VBr4) を経由して進行する。一時的に生じる VBr4 は室温で Br2 を放出して VBr3 に変わる。
VBr3 は塩化バナジウム(III) (VCl3) と同様に、ジメトキシエタンやテトラヒドロフランに対して可溶で、mer-VBr3(thf)3 のように赤褐色の可溶性錯体を形成する。
VBr3 を水に溶かすと trans-[VBr2(H2O)4]+ イオンが生成する。この水溶液から水を蒸発させると trans-[VBr2(H2O)4]Br が得られる。